# Shaul Oettinger
Shaul Oettinger (* 1922 als Paul Oettinger in Regensburg) ist ein deutsch-israelischer Schriftsteller.
Shaul Oettinger war ein Sohn von Fritz und Else Oettinger. Der Vater hatte später eine gutgehende Rechtsanwaltspraxis und gehörte als FDP-Mitglied dem Rat der Stadt Regensburg an. Er wanderte 1939 als Kind nach Palästina aus, wo er sich Shaul nannte. Er lebte zwanzig Jahre in einem Kibbuz und war aktiv am Aufbau des modernen Israel beteiligt. Ab 1961 lehrte er Hebräisch, Literatur, Geschichte und Philosophie in Köln, schrieb für den Hörfunk und leitete Studienreisen in den Nahen Osten.

## Werke
- Ägypten und Israel: Geschichte einer 4000jährigen Beziehung. Scriba, Köln 1980, ISBN 3-921232-23-6.
- Zum Leben verurteilt. Mohtadi, Köln 1994, ISBN 3-9803890-1-4.
- Die Stimme der Stille. Lit, Münster 2001, ISBN 3-89781-014-X.